# Gruppenexponent
Im mathematischen Teilgebiet der Gruppentheorie versteht man unter dem Gruppenexponenten {\displaystyle \exp(G)} einer Gruppe {\displaystyle (G,\cdot ,e)} die kleinste natürliche Zahl {\displaystyle n>0}, für die {\displaystyle g^{n}=e} (Potenz eines Gruppenelements) für alle Gruppenelemente {\displaystyle g} gilt. Gibt es keine derartige Zahl, so sagt man, {\displaystyle G} habe Exponent {\displaystyle \infty } (sie muss dann auch unendliche Ordnung haben).

## Eigenschaften
- Nach dem Satz von Lagrange ist der Gruppenexponent für eine endliche Gruppe ein Teiler der Gruppenordnung und somit insbesondere endlich.
- In einer zyklischen Gruppe stimmt der Gruppenexponent mit der Gruppenordnung überein.
- Die Gruppenordnung stimmt genau dann mit dem Gruppenexponenten überein, wenn alle Sylowgruppen der Gruppe zyklisch sind.[2]
- Der Gruppenexponent ist das kleinste gemeinsame Vielfache (kgV) der Ordnung aller Gruppenelemente.
- Der Gruppenexponent einer Untergruppe ist ein Teiler des Exponenten der ganzen Gruppe.

## Beispiele
- Für die primen Restklassengruppen {\displaystyle (\mathbb {Z} /n\mathbb {Z} )^{\times }} erhält man den Gruppenexponenten durch die Carmichael-Funktion.
- Der Gruppenexponent von {\displaystyle (\mathbb {Z} /p\mathbb {Z} )^{\times }} mit einer Primzahl {\displaystyle p} ist gleich der Gruppenordnung {\displaystyle p-1}.
- Der Gruppenexponent von {\displaystyle (\mathbb {Z} /8\mathbb {Z} )^{\times }} ist 2 (vergleiche: Die Gruppenordnung ist 4).
- Der Körper {\displaystyle \mathbb {F} _{q}} mit {\displaystyle q=p^{k}} Elementen, aufgefasst als additive Gruppe, hat Gruppenordnung {\displaystyle q} und Gruppenexponent {\displaystyle p} (vergleiche Charakteristik eines Körpers).
- Unendliche Gruppen mit endlichem Exponenten sind bspw. der Polynomring {\displaystyle \mathbb {F} _{p}[X]} und der algebraische Abschluss von {\displaystyle \mathbb {F} _{p}}, jeweils (wegen der Primzahlcharakteristik {\displaystyle p}) in der additiven Verknüpfung.
- Jedes Element {\displaystyle m/n+\mathbb {Z} } der (unendlichen) Torsionsgruppe {\displaystyle \mathbb {Q} /\mathbb {Z} } hat die endliche Ordnung {\displaystyle n}, wenn {\displaystyle n>0} gilt und {\displaystyle m} zu {\displaystyle n} teilerfremd ist. Da die Elementordnungen aber nicht beschränkt sind, ist {\displaystyle \exp(\mathbb {Q} /\mathbb {Z} )=\infty }.